# Hermanas
Hermanas és una sèrie de televisió de 26 capítols que es va emetre en Telecinco el 1998, en horari de màxima audiència.

## Argument i repartiment
La sèrie narra en un to còmic i satíric la vida en un convent integrat per diverses monges que han de fer front als problemes quotidians. Les monges estaven interpretades per Ángela Molina, Mónica Molina, Pilar Bardem, Amparo Valle, Anabel Alonso, Beatriz Santiago, Vicenta N'Dongo, Karola Gómez i Chus Lampreave.
A més, des del primer capítol de la sèrie, el grup de monges acull en el convent a un grup de nens dels quals es faran càrrec. Entre els actors que interpretaven a aquests nens (personatges fixos que apareixien en tots els episodis) estava una jove Yohana Cobo, actriu que recentment ha estat una de les protagonistes de la pel·lícula de Pedro Almodóvar, Volver.
Altres actors com José María Caffarel, Adrià Collado, Jorge Bosch, Jaroslaw Bielski, Tote García Ortega, Alberto Maneiro, Resu Morales, Nuria Mencía o Marisa Pino també participaven habitualment en la sèrie amb personatges secundaris.

## Premis i nominacions
Ángela Molina fou nominada al Fotogramas de Plata 1998 a la Millor actriu de televisió pel seu paper a la sèrie.